# Belisana sabah
Belisana sabah är en spindelart som beskrevs av Huber 2005. Belisana sabah ingår i släktet Belisana och familjen dallerspindlar. Inga underarter finns listade.